# Luxemburg (district)
Het District Luxemburg is een voormalig district van het Groothertogdom Luxemburg dat bestond uit de kantons:
1. Capellen
2. Esch-sur-Alzette
3. Luxemburg
4. Mersch

Het district grensde in het oosten aan het district Grevenmacher, in het noorden aan het district Diekirch, in het westen aan de Belgische provincie Luxemburg en in het zuiden aan de Franse regio Lotharingen. Op 3 oktober 2015 zijn de drie districten van Luxemburg opgeheven.